# رود وتلوگا
 رود وتلوگا رودی است به Cheboksary Reservoir می‌ریزد. این رود از کشور روسیه می‌گذرد.